# Treytorrens
Treytorrens es una comuna de Suiza perteneciente al distrito de Broye-Vully del cantón de Vaud.
En 2018 tenía una población de 119 habitantes.
Se conoce la existencia de la localidad en documentos desde 1194, cuando se menciona con el nombre de Troterens como un señorío vasallo de la diócesis de Lausana. A mediados del siglo XIII, los señores de la localidad pasaron a ser vasallos de Pedro II de Saboya. En 1536 pasó a formar parte de la bailía de Moudon, hasta que en 1798 se integró en el distrito de Payerne.
Se ubica al sur de la carretera 1, a medio camino entre Yverdon-les-Bains y Payerne, junto al límite con el cantón de Friburgo.